# Rodels
Rodels (en romanche Roten) era una comuna suiza del cantón de los Grisones, en la región de Viamala. El 1 de enero de 2015 se fusionó con las antiguas comunas de Almens, Paspels, Pratval y Tomils para conformar la nueva comuna de Domleschg.